# Kew.Rhône
 Kew.Rhone. is het album dat ontstaan is uit het eerste samenwerkingsproject van de Britse progressieve rock-musici Peter Blegvad en John Greaves. Dit album hebben ze in samenwerking met Lisa Herman gemaakt.
Een ander samenwerkingsproject van Greaves en Blegvad is The Lodge.

## Tracklist
1. Good Evening - 0:33 (John Greaves)
2. Twenty-Two Proverbs - 4:06 (John Greaves / Peter Blegvad)
3. Seven Scenes From The Painting 'Exhuming The First American Mastodon' by C.W. Peale - 3:32 (John Greaves / Peter Blegvad)
4. Kew.Rhône. - 3:04 (John Greaves / Peter Blegvad)
5. Pipeline - 3:39 (John Greaves / Peter Blegvad)
6. Catalogue Of Fifteen Objects And Their Titles - 3:35 (John Greaves / Peter Blegvad)
7. One Footnote (to Kew.Rhône) - 1:29 (John Greaves / Peter Blegvad)
8. Three Tenses Onanism - 4:06 (John Greaves / Peter Blegvad)
9. Nine Mineral Emblems - 5:51 (John Greaves / Peter Blegvad)
10. Apricot - 3:04 (John Greaves / Peter Blegvad)
11. Gegenstand - 3:44 (John Greaves / Peter Blegvad)

## Bezetting
- Peter Blegvad: gitaar, zang
- John Greaves: basgitaar, piano, zang
- Lisa Herman: zang

met gastoptredens van:
- Michael Mantler: trompet, trombone
- Andrew Cyrille: drums, percussie
- Carla Bley: zang
- Michael Levine: viool, altviool. zang
- Vito Rendace: fluit
- April Lang: zang
- Dana Johnson: zang
- Boris Kinberg: claves